# Lygisaurus aeratus
Espèce
Synonymes
- Lygosoma aeratum Garman, 1901
- Ablepharus heteropus Garman, 1901

Lygisaurus aeratus est une espèce de sauriens de la famille des Scincidae.

## Répartition
Cette espèce est endémique du Queensland en Australie.

## Publication originale
- Garman, 1901 : Some reptiles and batrachians from Australasia. Bulletin of the Museum of Comparative Zoology at Harvard College, vol. 39, p. 1-14 (texte intégral).